# Génelard
Génelard [ʒenlaʁ] ist ein Dorf und eine Gemeinde mit 1.407 Einwohnern (Stand: 1. Januar 2022) im französischen Département Saône-et-Loire in der Region Bourgogne-Franche-Comté. Die Gemeinde gehört zum Arrondissement Autun und zum Kanton Saint-Vallier (bis 2015: Kanton Toulon-sur-Arroux). Die Einwohner werden Génelardais genannt.

## Geographie
Génelard liegt etwa 55 Kilometer westnordwestlich von Mâcon am Bourbince und am Canal du Centre. Umgeben wird Génelard von den Nachbargemeinden Perrecy-les-Forges im Norden, Ciry-le-Noble im Osten, Saint-Bonnet-de-Vieille-Vigne im Südosten, Palinges im Süden und Südwesten sowie Oudry im Westen.

## Bevölkerung
| Jahr      | 1962  | 1968  | 1975  | 1982  | 1990  | 1999  | 2006  | 2013  |
| --------- | ----- | ----- | ----- | ----- | ----- | ----- | ----- | ----- |
| Einwohner | 1 625 | 1 909 | 2 038 | 2 068 | 1 868 | 1 582 | 1 459 | 1 380 |

## Sehenswürdigkeiten
- Schloss Croix

## Verkehr
Génelard hat einen Bahnhof an der Bahnstrecke Le Coteau–Montchanin und wird von Regionalzügen des TER Bourgogne-Franche-Comté bedient. Westlich der Kommune verläuft die Nationalstraße N 70.

## Persönlichkeiten
- Jean Laronze (1852–1937), Maler
- Éric Durand (* 1965), Fußballspieler